# Friedrich Bernhard Wilhelm von Plettenberg
Friedrich Bernhard Wilhelm Reichsgraf von Plettenberg teilweise auch Bernhard Wilhelm (* 27. Juli 1695; † 12. April 1730) war Domherr in Münster und in Paderborn sowie münsterscher Geheimer Rat.

## Leben
Als Sohn des Münster’schen Landrats Freiherrn Johann Adolph von Plettenberg (1655–1696) und seiner Gemahlin Franziska Theresia von Wolff-Metternich zur Gracht (1667–1722) wuchs Bernhard Wilhelm in einer der ältesten und bedeutendsten Adelsfamilien Westfalens auf. Seine Geschwister waren:
- Anna Maria Magdalene (1679–1707, ⚭ 1699 Johannes Matthias von der Recke (1672–1739))
- Ursula (1685–1733, ⚭ Ernst Dietrich Anton von Droste zu Füchten)
- Werner Anton (1688–1711, Domherr in Münster)
- Friedrich Christian Ferdinand (* 1689, wirklicher Landrat)
- Ferdinand (1690–1737, kurkölnischer Premierminister)

Durch den Verzicht seines Onkels Bernhard (1657–1708) gelangte Bernhard Wilhelm 1709 in den Besitz einer Dompräbende in Münster. Auch in Paderborn war er Domherr, verzichtete jedoch im Jahre 1712. Er studierte an den Universitäten Paderborn und Siena und erwarb 1710 das Schloss Hovestadt, das sich seither in Familienbesitz befindet. 1729 erwarb er auch Haus Rüschhaus, das seine Witwe 1743 an Johann Conrad Schlaun weiterverkaufte.
Am 27. August 1720 verzichtete er in Münster zugunsten von Johann Franz Anton von Raesfeld auf seine Präbende. Die Gründe hierfür lagen in der Übernahme der Familiengüter. Die Aufschwörung zur münsterschen Ritterschaft datiert auf den 27. Dezember 1722. Damit gehörte er dem Landtag an, einem Gremium, das sich aus den drei Ständen zusammensetzte. Seine Aufgabe bestand in der Regelung des Steuerwesens und ab 1447 auch des Fehdewesens im Hochstift Münster.
Am 18. Januar 1721 heiratete er in Münster (St. Lamberti) Gräfin Sophia Agnes von Westerholt. Aus dieser Ehe gingen die Kinder
- Joseph Clemens (1721–1786, Erbkämmerer und Amtsdrost in Werl, Neheim und Östinghausen),
- Clemens August (1724–1778, Domherr in Mainz, Paderborn und Münster) und
- Ferdinand Joseph (1729–1777, Domherr in Münster, Paderborn und Hildesheim) hervor.

1723 ernannte Kurfürst Clemens August Plettenbergs Bruder Ferdinand zum Premierminister für das Kurfürstentum Köln und die Fürstbistümer Münster, Paderborn, Osnabrück und Hildesheim. Bis zu seiner Entlassung 1733 führte dieser die politischen Geschicke der fünf Kirchenfürstentümer. Friedrich Bernhard Wilhelm wurde infolge der Erhebung seines Bruders am 8. Dezember 1724 durch Kaiser Karl VI. ebenfalls in den Reichsgrafenstand erhoben und am 29. März 1729 als Nachfolger seines Bruders Friedrich Christian Ferdinand zum wirklichen Landrat, münsterschen Geheimrat sowie Land- und Kriegsrat bestallt, starb jedoch schon ein Jahr später. 1733 musste der Bruder Ferdinand, nach seiner Entlassung als Premierminister, ins Wiener Exil gehen.